# Anna Behlmer
Anna Behlmer (1961)  es una mezcladora estadounidense de regrabaciones para cine y televisión. Ha sido nominada a 10 premios de la Academia en la categoría Mejor mezcla de sonido y es la primera mujer en ser nominada en esta categoría.
Trabajó en más de 120 películas desde 1987. Behlmer asistió en la Universidad Estatal de California en Northridge. Y recibió el premio CAS Career Achievement Award en 2018.

## Filmografía seleccionada
- Braveheart (1995)[4]
- Evita (1996)[5]
- L.A. Confidential (1997)[6]
- La Delgada Línea Roja (1998)[7]
- Moulin Rouge! (2001)[8]
- Seabiscuit (2003)[9]
- El Último Samurái (2003)
- Guerra de los Mundos (2005)[10]
- Diamante de sangre (2006)[11]
- Star Trek (2009)[11]

## Premios y distinciones
Premios Óscar
| Año  | Categoría               | Película                                       | Resultado |
| ---- | ----------------------- | ---------------------------------------------- | --------- |
| 1996 | Mejor sonido            | Braveheart                                     | Nominada  |
| 1997 | Mejor sonido            | Evita                                          | Nominada  |
| 1998 | Mejor sonido            | L.A. Confidential                              | Nominada  |
| 2002 | Mejor sonido            | Moulin Rouge!                                  | Nominada  |
| 2004 | Mejor sonido            | El último samurái                              | Ganadora  |
| 2004 | Mejor sonido            | Seabiscuit                                     | Ganadora  |
| 2006 | Mejor sonido            | La guerra de los mundos                        | Nominada  |
| 2007 | Mejor edición de sonido | Piratas del Caribe: El cofre del hombre muerto | Nominada  |
| 2010 | Mejor sonido            | Star Trek                                      | Nominado  |

- 2008 - CAS Carrer Achievement Award.